# Plouguerneau
Plouguerneau is een gemeente in het Franse departement Finistère, in de regio Bretagne. De plaats maakt deel uit van het arrondissement Brest. Plouguerneau telde op 1 januari 2022 6.719 inwoners.

## Geografie
De oppervlakte van Plouguerneau bedroeg op 1 januari 2022 43,33 vierkante kilometer; de bevolkingsdichtheid was toen 155,1 inwoners per km².

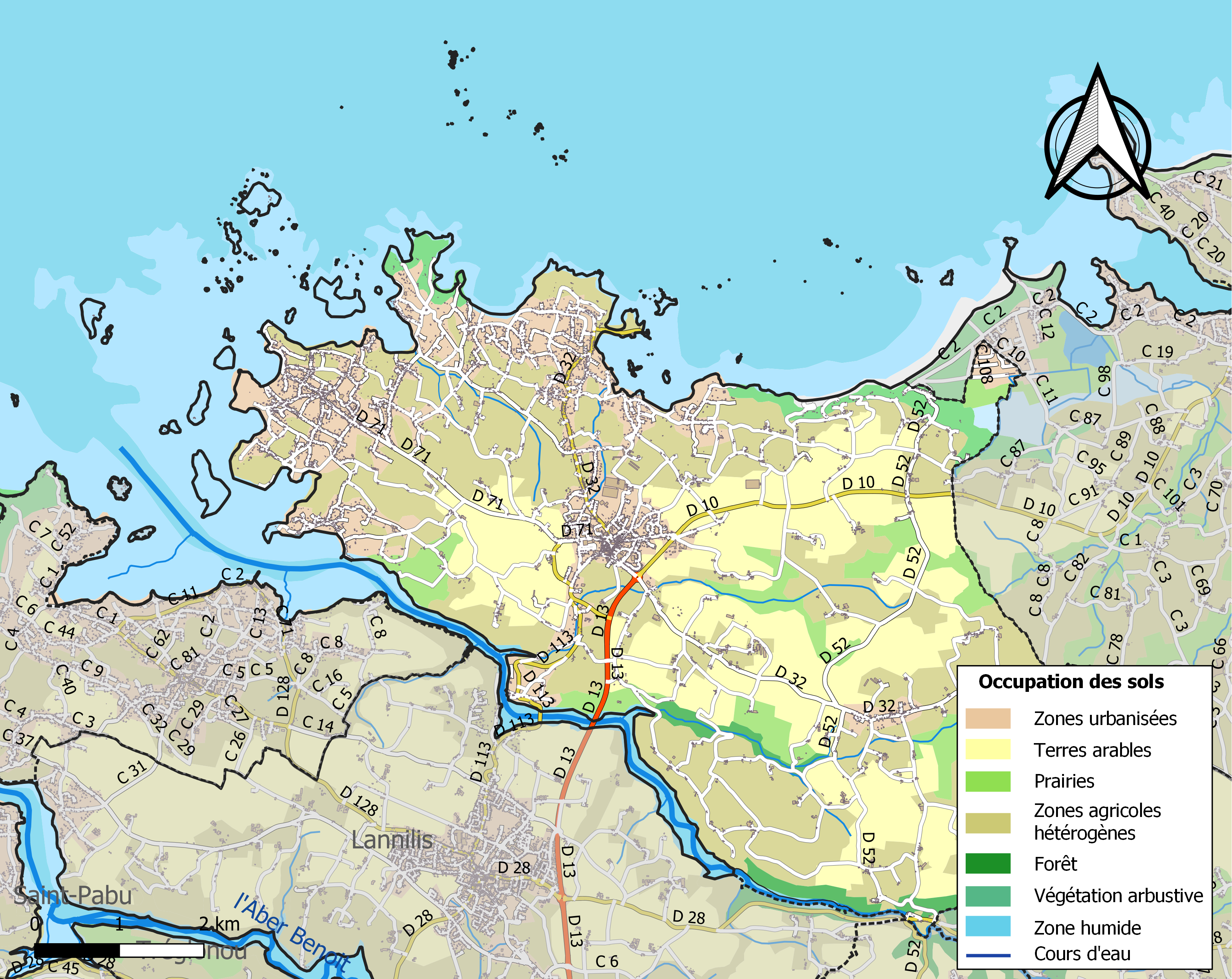
Kaart van de gemeente met belangrijkste infrastructuur, bodemgebruik en omliggende gemeenten

## Demografie
Onderstaande figuur toont het verloop van het inwonertal (bron: INSEE-tellingen).